# Đảo chính Gabon 2019
Vào ngày 7 tháng 1 năm 2019, Lực lượng Vũ trang Gabon đã công bố một cuộc đảo chính ở Gabon. Các sĩ quan quân đội tuyên bố rằng họ đã lật đổ Tổng thống Ali Bongo, người đã lên nắm quyền vào năm 2016 sau một cuộc bầu cử và các cuộc biểu tình gây tranh cãi. Trong thời gian vắng mặt Ali Bongo, người đang điều trị y tế ở Maroc, phiến quân vũ trang ở thủ đô Libreville đã bắt giữ con tin và tuyên bố rằng họ đã thành lập một "Hội đồng phục hồi quốc gia" để "khôi phục nền dân chủ ở Gabon". Sự cố ngừng hoạt động trên diện rộng đã xảy ra trên khắp đất nước, mặc dù không biết liệu internet đã bị chính phiến quân đóng cửa hay bởi thường dân. Chính phủ Gabon sau đó tuyên bố rằng họ đã giành lại quyền kiểm soát.

## Diễn biến
Phát ngôn viên quân đội và lãnh đạo Phong trào Yêu nước của Lực lượng Quốc phòng và An ninh Gabon, Trung úy Kelly Ondo Obiang, phát biểu trên đài phát thanh quốc gia và truyền hình nhà nước vào sáng sớm thứ Hai rằng ông và những người ủng hộ ông đã thất vọng trước thông điệp của Tổng thống Ali Bongo với Quốc gia về New Đêm giao thừa, gọi đó là "nỗ lực không ngừng để bám lấy quyền lực" và nói rằng "sự nghi ngờ củng cố về khả năng của tổng thống tiếp tục thực hiện các trách nhiệm chức trách của mình". Obiang cũng tuyên bố họ đang thành lập một "Hội đồng phục hồi quốc gia... [để] khôi phục nền dân chủ" ở Gabon. Một sự gián đoạn internet trên toàn quốc đã được phát hiện bởi NetBlocks của đài quan sát internet toàn cầu bắt đầu từ khoảng 7:00 sáng UTC. Trong số những thứ khác, Obiang đã gửi thông điệp sau (bằng tiếng Pháp) trên đài phát thanh quốc gia:
Vào thời điểm đảo chính, vào ngày 7 tháng 1, Tổng thống Bongo đang được điều trị y tế không liên quan ở Morocco; ông đã rời khỏi đất nước được khoảng hai tháng. Tổng thống Bongo đã bị đột quỵ khi ở Riyadh, Ả Rập Saudi, vào tháng 10; Lời chúc năm mới được ghi lại của anh ấy là lần đầu tiên ông phát biểu trước công chúng.
Các lực lượng đảo chính đã giành quyền kiểm soát đài truyền hình quốc gia Radio Télévision Gabonaise. Vệ binh Cộng hòa của Gabon đã triển khai nhiều loại xe bọc thép khác nhau trên toàn thủ đô, bao gồm  Nexter Aravis MRAP, một loại trước đây chưa từng có trong kho của Quân đội Gabon. Nỗ lực đảo chính đã bị đình chỉ vào lúc 10:30 sáng sau khi Nhóm can thiệp hiến binh Gabon tấn công Đài phát thanh Télévision Gabonaise, trong đó các lực lượng đảo chính được bao vây. Hai người lính đảo chính đã thiệt mạng trong vụ tấn công. Các sĩ quan tham gia vào cuộc đảo chính đã bắt giữ con tin từ đó đã được các quan chức Gabon thả ra. Vài giờ sau tuyên bố đảo chính, các quan chức chính phủ tuyên bố rằng tình hình đã "trong tầm kiểm soát" với phiến quân bị bắt hoặc đang chạy trốn; hai trong số các phiến quân đã bị bắn chết và trung úy Obiang đã bị bắt giữ. NetBlocks đã quan sát thấy rằng kết nối internet đã được khôi phục nhanh chóng (dù chỉ là một phần) trên khắp Gabon trước 10:00 sáng UTC trước khi quay lại ngoại tuyến và chỉ quay lại đầy đủ 11:00 sáng ngày hôm sau. Bộ trưởng An ninh Guy-Bertrand Mapangou tuyên bố rằng 8 phiến quân còn sống sót đã được bàn giao cho công tố viên. Chính phủ Gabon tuyên bố rằng Tổng thống Bongo sẽ sớm trở lại đất nước ".